# Geraldine Brooks
Geraldine Brooks (n. 14 septembrie 1955, Sydney, Noul Wales de Sud, Australia) este o scriitoare și jurnalistă australiano-americană. În 2006 a obținut Premiul Pulitzer pentru ficțiune.

## Adolescența
Nativă din Sydney, Geraldine Brooks a crescut în suburbia de vest a orașului Ashfield. Tatăl ei, Lawrie Brooks, cântăreț american dintr-o trupă cunoscută, fusese nevoit să rămână în Adelaide în timpul unui turneu prin Australia, când managerul său a fugit cu salariul trupei. El a decis să rămână în Australia și a devenit  sub-editor la un ziar. Mama ei Gloria, din Boorowa, era ofițer de relații publice cu postul de radio 2GB din Sydney.  Sora ei mai mare este scriitoarea și artista Darleen Bungey. A urmat Colegiul de la Bethlehem, o școală secundară pentru fete, și Universitatea din Sydney. După absolvire, a fost reporter debutant pentru Sydney Morning Herald și, după ce a câștigat o bursă  Greg Shackleton Memorial, s-a mutat în Statele Unite, finalizând o diplomă de masterat la Universitate de Jurnalism din Columbia, în 1983.  În anul următor, în satul artizanal din sudul Franței, Tourrettes-sur-Loup, s-a căsătorit cu jurnalistul american Tony Horwitz și s-a convertit la iudaism.

## Cariera
Ca și corespondent străin pentru Wall Street Journal, Geraldine Brooks a abordat teme precum criza din Africa, Balcani și Orientul Mijlociu, reportajele din Golful Persic scrise împreună cu soțul ei în 1990, primind Premiul Hal Boyle pentru " Cele mai bun ziar sau serviciu de reportaje din străinătate ".  În 2006, ea a primit o bursă la Institutul Radcliffe din cadrul Universității Harvard pentru Studii Avansate. 
Prima carte lansată de Brooks, Nine Parts of Desire (1994), bazată pe experiențele sale în rândul femeilor musulmane din Orientul Mijlociu, a fost un bestseller internațional, tradus în 17 limbi. 
Primul său roman,Year Of Wonders ( Anul minunilor în traducere liberă) publicat în 2001, a devenit un bestseller internațional. Ambientat în anul 1666, povestea descrie lupta unei tinere femei pentru a-i salva pe săteni precum și pentru a-și salva propria viață, atunci când ciuma bubonică lovește brusc micul sătuc Derbyshire din Eyam.
Următorul ei roman, March (Domnul March titlu în română) (2005), a fost inspirat de afecțiunea sa pentru romanul Micuțele doamne de Louise May Alcott, roman primit de la mama ei. Pentru a conecta această lectură memorabilă la noul său statut de cetățean american din 2002, ea a cercetat cadrul istoric al Războiului Civil prezentat în romanul Micuțele doamne și a decis să creeze o cronică a serviciului de război pentru "tatăl absent" al fetelor . Unele aspecte ale acestei cronici au fost aduse la cunoștință de scrierile filosofice ale patriarhului familiei Alcott, Amos Bronson Alcott. Romanul a primit o reacție mixtă de la critici, dar a fost selecționat în decembrie 2005 de către Washington Post ca fiind una dintre cele cinci cele mai bune lucrări de ficțiune publicate în acel an, iar în aprilie 2006 a câștigat Premiul Pulitzer pentru ficțiune, devenind prima australiană care a câștigat premiul.
În următorul său roman,People of the Book (Poporul cărții / Oamenii cărții conform edițiilor publicate în limba română) Brooks a explorat istoria fictivă a Haggadaah-ei de la Sarajevo. Acest roman a fost inspirat de raportajul (editat pentru The New Yorker) a unor povesti de interes uman care au apărut în urma despărțirii Iugoslaviei în perioada 1991-1995.  Romanul a câștigat atât Premiul Cartea australiană a anului, cât și premiul australian de ficțiune literară în 2008.
Romanul ei din 2011, Caleb's Crossing este inspirat din viața lui Caleb Cheeshahteaumauk, un Wampanoag convertit la creștinism, primul american nativ care a absolvit Colegiul Harvard, reprezentînd o mare realizare a secolului al XVII-lea.
The Secret Chord(2015) este un roman istoric bazat pe viața Regelui biblic David în perioada  Epocii fierului.

## Opere literare

### Romane
- Year of Wonders (2001) - Anul minunilor în traducere liberă
- March (2005) - Domnul March(2013), Editura Leda
- People of the Book (2008) - Oamenii cărții (2009), Editura Leda / Poporul cărții (2017), Editura Polirom
- Caleb's Crossing (2011)
- The Secret Chord (2015)

### Non-ficțiune
- Nine Parts of Desire: The Hidden World of Islamic Women (1994);
- Foreign Correspondence: A Pen Pal's Journey from Down Under to All Over (1997)
- Boyer Lectures 2011: The Idea of Home (or "At Home in the World") (2011)

## Premii
- 2006: Premiul Pulitzer pentru romanul Domnul March
- 2008: Australian Publishers Association's Literary Fiction Book of the Year pentru Poporul cărții[17]
- 2009: Premiul Peggy V. Helmerich Distinguished Author [18]
- 2010: Premiul Dayton Literary Peace Prize Lifetime Achievement [19]
- 2016: Premiul Ofițer al Ordinului Australiei